# Friedrich von Boetticher (General)
Friedrich von Boetticher (* 14. Oktober 1881 in Berthelsdorf; † 28. September 1967 in Bielefeld-Schildesche) war deutscher General der Artillerie, Militärattaché und Militärschriftsteller.

## Leben
Friedrich von Boetticher kam als ältester Sohn des Arztes und Genealogen Walter von Boetticher (1853–1945) und Isabella, geborene Wippermann (1859–1943), zur Welt und besuchte 1891 bis 1900 das Gymnasium in Bautzen.
Noch im Jahr seines Abiturs trat er als Fahnenjunker in das 2. Feldartillerie-Regiment Nr. 28 der Sächsischen Armee ein. Nach dem Besuch der Kriegsschule 1901 wurde er Leutnant und diente 1905/10 als Regimentsadjutant des 5. Feldartillerie-Regiments Nr. 64. 1907 heiratete er Olga Freiin von Wirsing (1882–1953), mit der er drei Kinder hatte. Nach Besuch der Kriegsakademie in Berlin von 1910 bis 1913 wurde er 1914 als Hauptmann in den Generalstab versetzt und in der Eisenbahn-Abteilung eingesetzt.
Im Ersten Weltkrieg erfolgte zunächst eine Verwendung bei der Obersten Heeresleitung, sodann an der russischen und französischen Front. Vom Herbst 1915 bis zum Frühjahr 1918 war er bevollmächtigter Generalstabsoffizier in Bulgarien, um dann als Major und Erster Generalstabsoffizier bei der 241. Infanterie-Division das Kriegsende zu erleben.

### Jahre der Weimarer Republik
Nach Kriegsende war er in der Abrüstungskommission eingesetzt und mit der Übernahme ins Reichsheer tat er seinen Dienst im Reichswehrministerium Berlin an. Schon in einer im März 1919 erschienenen Denkschrift wies er darauf hin, dass den Vereinigten Staaten „nach menschlichem Ermessen die Zukunft auf der Erde gehört“ und dass sich Deutschland nur im Bündnis mit den Vereinigten Staaten „neue Ziele setzen“ könne. 1920 wurde er vom Chef der Heeresleitung Hans von Seeckt als dessen Vertrauter zum Abteilungsleiter T 3/Fremde Heere im Reichswehrministerium berufen, die bereits seit 1917 als Abteilung Fremde Heere in der Obersten Heeresleitung bestand. Als militärischer Berater des Reichspräsidenten Friedrich Ebert nahm er an der Konferenz von Spa 1920 und an der Londoner Konferenz 1921 teil. Die dort von ihm geknüpften guten Kontakte zu den amerikanischen Vertretern führten ihn im Herbst 1922 zu ersten Truppenbesuchen in die Vereinigten Staaten. 1924/26 war er als Oberstleutnant Kommandeur der III. Abteilung des 4. Artillerie-Regiments in Dresden. Als Leiter der Völkerbund Abteilung (Gruppe Heer – VH) vertrat er 1926/27 die Weimarer Republik als militärischer Bevollmächtigter bei den Verhandlungen im Völkerbund in Genf ebenso, wie – nach der Beförderung zum Oberst – 1928/29 bei den dortigen Abrüstungsverhandlungen. 1929 wurde er Kommandeur der Artillerieschule in Jüterbog und als solcher 1931 zum Generalmajor befördert.
In die Zeit der 1920er Jahre fielen auch seine ersten Aktivitäten als Militärschriftsteller. So veröffentlichte Friedrich von Boetticher 1920 in der Zeitschrift Die Grenzboten den Artikel „Das asiatische Problem“. Zwei Jahre später erschien sein Buch Der Kampf um den Rhein und die Weltherrschaft und ab 1925 begann er stärker militärhistorische Themen zu bearbeiten. So kam 1925 seine Arbeit Friedrich der Große als Lehrer von Lebensweisheit und Führertum heraus und 1933 im Rahmen einer größeren Veröffentlichung aus Anlass des 100. Jahrestages des preußisch-deutschen Generalstabes sein Artikel Graf Schlieffen. Lehrmeister des neuzeitlichen Krieges.

### Zeit der NS-Diktatur
Vom Reichspräsidenten Paul von Hindenburg 1933 zum Generalleutnant ernannt, trat er am 1. April 1933 seinen Dienst als Militärattaché bei der Deutschen Botschaft in Washington an (ab 1. Februar 1938 auch Militärattaché bei der Gesandtschaft in Mexiko mit Sitz in Washington). Mit Wirkung vom 30. Juli 1935 erhielt er zusätzlich die Ernennung zum Luftattaché. Während dieser Zeit hielt er sich vor Beginn des Zweiten Weltkrieges mehrfach in Deutschland auf. So hatte er Anfang 1939 auch einen Gesprächstermin beim Reichsminister für die Luftfahrt und Oberkommandierenden der Luftwaffe, Hermann Göring. Während dieser Begegnung stellte Göring seinem „fast wichtigsten“ Militär- und Luftattaché nicht eine Frage zum Stand der Luftrüstung in den USA bzw. zum dort erreichten technischen Entwicklungsstand der Streitkräfte. 1940 wurde er zum General der Artillerie befördert. In dieser Zeit freundete er sich mit zahlreichen amerikanischen Generälen, unter anderem mit George S. Patton, an und hatte gute Kontakte zur Gruppe um Douglas MacArthur im amerikanischen Generalstab. Dem späteren amerikanischen General Albert Wedemeyer ebnete er die Möglichkeit zu einem Treffen mit Generaloberst Ludwig Beck. Diese Beziehungen ermöglichten ihm die Teilnahme an zahlreichen Truppenmanövern, Standortbesuchen und Vorträgen, die ihm ein detailliertes Bild über die militärischen Fähigkeiten der Vereinigten Staaten gaben.
Zu Beginn des Zweiten Weltkriegs interessierte sich Adolf Hitler persönlich für seine laufende Berichterstattung aus den USA und die vermeintlich präzisen Angaben über das Anwachsen der amerikanischen Rüstung. Nach Andreas Hillgruber fanden die Meldungen starke Beachtung und beeindruckten Hitler so sehr, dass sie sein Amerika-Bild nachhaltig prägten. Nach Henry Picker schätzte Hitler besonders, dass von Boetticher sich in den Vereinigten Staaten „durch nichts habe bluffen“ lassen. Diese Einschätzung war laut Picker „zu einem guten teil Schuld an Hitlers völliger Fehl-Einschätzung des US-Rüstungspotentials und der Kampfkraft der hochmotorisierten US-Wehrmacht“.
Nach Kriegseintritt Amerikas kehrte Friedrich von Boetticher am 1. Juni 1942 nach Deutschland zurück und wurde zur Führerreserve ins OKH beordert. Vom Dezember 1942 bis zum Kriegsende 1945 war er Chef der Wehrmacht-Zentral-Abteilung im OKW. Im April 1945 geriet er in Kriegsgefangenschaft.

### Neubeginn nach 1945
Mit seiner Entlassung aus der Kriegsgefangenschaft kehrte Friedrich von Boetticher 1947 nach Deutschland zurück. Von diesem Zeitpunkt an war er in die von der US-Army betriebenen Studie über Ursachen, Handlungsmuster und Akteure des Zweiten Weltkrieges eingebunden. Auch nahm er seine unterbrochene schriftstellerische Tätigkeit wieder auf. Seine Kontakte in die USA aus den Zeiten seines Aufenthaltes in dem Land nahm er wieder auf und pflegte sie weiter, vor allem auch zu seinen Partnern im U.S. Army’s Military Foreign Studies Programm.
Im fortgeschrittenen Alter griff Friedrich von Boetticher seine früheren Studien über den Grafen Alfred von Schlieffen wieder auf. In zweiter Ehe war er seit 1965 mit dessen einziger Enkelin Anna Josepha von Hahnke (1906–1971) verheiratet. Sie war die Tochter des Generalmajors Wilhelm Friedrich von Hahnke (1867–1931) sowie ebenso die Enkeltochter väterlicherseits des Generalfeldmarschalls Wilhelm von Hahnke.
Friedrich von Boetticher verstarb am 28. September 1967 in Bielefeld-Schildesche.

## Auszeichnungen
Bis 1930 hatte er folgende Auszeichnungen erhalten:
- Eisernes Kreuz (1914) II. und I. Klasse
- Ritterkreuz des Königlichen Hausordens von Hohenzollern mit Schwertern
- Bayerischer Militärverdienstorden IV. Klasse mit Schwertern
- Ritterkreuz des Militär-St. Heinrichs-Ordens am 9. November 1918
- Ritterkreuz des Sächsischen Verdienstordens I. Klasse mit Schwertern und mit Krone
- Ritterkreuz des Friedrichs-Ordens I. Klasse mit Schwertern
- Hanseatenkreuz Hamburg
- Österreichisches Militärverdienstkreuz III. Klasse mit Kriegsdekoration
- Osmanje-Orden IV. Klasse mit Säbel
- Silberne Liakat-Medaille
- Eiserner Halbmond
- Bulgarischer Militärorden für Tapferkeit IV. Klasse I. Stufe
- Offizierskreuz des St. Alexander-Ordens
- Kommandeurskreuz des Bulgarischen Militär-Verdienstordens

Weitere Auszeichnungen waren später:
- Kriegsverdienstkreuz (1939) II. und I. Klasse mit Schwertern
- Ritterkreuz des Kriegsverdienstkreuzes mit Schwertern am 27. Mai 1942.

## Werke
- Das asiatische Problem. In: Die Grenzboten. Jahrgang 79 (1920), S. 90–95.
- Georg Eppstein, Friedrich von Boetticher (Hrsg.): Fürst Bismarcks Entlassung: nach den hinterlassenen, bisher unveröffentlichten Aufzeichnungen des Staatssekretärs des Innern Staatsministers Dr. Karl Heinrich von Boetticher und des Chefs der Reichskanzlei unter dem Fürsten Bismarck Dr. Franz von Rottenburg, 1920.
- Der Kampf um den Rhein und die Weltherrschaft. Leipzig 1922.
- Der Kampf gegen die Übermacht. Berlin 1926.
- Friedrich der Große als Lehrer von Lebensweisheit und Führertum in unserer Zeit. Berlin 1925.
- Graf Schlieffen. Lehrmeister des neuzeitlichen Krieges. In: Von Scharnhorst bis Schlieffen 1806–1906, Hundert Jahre Preußisch-deutscher Generalstab. Generalleutnant a. D. von Cochenhausen (Hrsg.), Berlin 1933.
- Graf Alfred Schlieffen, sein Werden und Wirken. 1933.
- Schlieffen. Viel leisten, wenig hervortreten – mehr sein als scheinen. Berlin/Frankfurt 1957.